# 볼레크 폴리프카
볼레크 폴리프카(체코어: Bolek Polívka, 1949년 7월 31일~)는 체코의 배우, 각본가이다.

## 영화
- 디 앤젤 오브 더 로드 2 (2016년)
- 그린 홀스 러슬러스 (2016년)
- 홈 케어 (2015년)
- 리바이벌 (2013년)
- 투 더 우즈 (2012년)
- 희망에 빠진 남자들 (2011년)
- 바토리 (2008년)
- 로밍 (2007년)
- 행복 (2005년)
- 푸펜도 (2003년)
- 천국에서 추방되다 (2001년)
- 나의 아름다운 비밀 (2000년)
- 아늑한 곳 (1999년)
- 프레클드 맥스 앤드 더 스푹스 (1987년)